# NGC 6295
NGC 6295 é uma galáxia espiral (S?) localizada na direcção da constelação de Draco. Possui uma declinação de +60° 20' 16" e uma ascensão recta de 17 horas, 03 minutos e 15,3 segundos.
A galáxia NGC 6295 foi descoberta em 9 de Junho de 1886 por Lewis A. Swift.